# Kenneth Claiborne Royall
Kenneth Claiborne Royall, né le 24 juillet 1894 à Goldsboro (Caroline du Nord) et mort le 25 mai 1971 à Durham (Caroline du Nord), est un juriste, homme politique et général américain de la Seconde Guerre mondiale. Membre du Parti démocrate, il est secrétaire à la Guerre en 1947 dans l'administration du président Harry S. Truman.

## Biographie
Natif de Goldsboro, en Caroline du Nord, il est diplômé de l'université de Caroline du Nord à Chapel Hill, puis de la faculté de droit de Harvard, avant de servir durant la Première Guerre mondiale. Il devient ensuite juriste avant d'être élu au Sénat de Caroline du Nord.
Au début de la Seconde Guerre mondiale, il devient colonel dans l'US Army. Promu brigadier général, le président Harry S. Truman le nomme secrétaire à la Guerre en 1947, poste qu'il occupa brièvement avant sa suppression ; il devient alors le premier secrétaire à l'Armée  (en charge uniquement de l'armée de terre), sous la responsabilité du nouveau secrétaire à la Défense. En avril 1949, il est contraint de démissionner pour son refus de déségréguer l'armée de terre presque un an après la décision du président Truman en la matière.
En décembre 1949, il devient partner dans le prestigieux cabinet d'avocats new-yorkais Dwight, Harris, Koegel et Caskey, puis en prend la tête en 1958. Le cabinet est par la suite renommé Rogers & Wells puis Clifford Chance Rogers & Wells après sa fusion avec le cabinet britannique Clifford Chance.
Kenneth Claiborne Royall meurt en 1971 à Durham.
Son fils, Kenneth Claiborne Royall Jr. (en) (1919-1999), a été membre de la Chambre des Représentants de Caroline du Nord de 1967 à 1975 et sénateur de cet État de 1973 à 1992.

## Procès des agents allemands
En 1942, six agents allemands de l'opération Pastorius sont débarqués secrètement à Long Island mais assez vite arrêtés. Ils doivent alors être jugés secrètement par un tribunal militaire. Le président Franklin Delano Roosevelt charge Kenneth Claiborne Royall d'assurer leur défense mais le président américain ne souhaite aucune erreur et veut que les agents nazis soient exécutés, le plus tôt étant le mieux. Les ordres donnés à Royall étant de rester en dehors des cours civiles. Royall écrit alors à Roosevelt qu'il ne pensait pas que le président ait l'autorité pour décider d'une cour secrète pour juger ses clients et demande au président de changer ses instructions. Roosevelt refuse - Royall fait alors appel à la cour de district, arguant que le tribunal secret était anticonstitutionnel.
La cour rejette l'argument, Royall et d'autres juristes de son bureau en appellent alors à la Cour suprême des États-Unis. La Cour suprême rejette la demande de Royall dans une courte argumentation, Ex parte Quirin, en juillet 1942, et maintint le droit du président de désigner un tribunal secret. Mais Royall réussit à obtenir qu'une cour civile étudie la constitutionnalité de ce tribunal malgré le souhait du président Roosevelt de cacher l'affaire. La Cour suprême publie son opinion complète en octobre, indiquant que « les sauvegardes constitutionnelles pour la protection de toute personne mise en accusation ne doivent pas être ignorées ». Entre-temps, six des accusés avaient été jugés, condamnés à mort et exécutés en août 1942 dans les jours qui ont suivi la brève annonce de la Cour suprême. Deux sont envoyés en prison. Royall déclare plus tard qu'il pensait que la défense de ces agents allemands avait été le travail le plus important qu'il ait accompli dans sa longue et prestigieuse carrière d'avocat.

## Source
- (en) Cet article est partiellement ou en totalité issu de l’article de Wikipédia en anglais intitulé « Kenneth Claiborne Royall » (voir la liste des auteurs).